# Limenitis austenia
Limenitis austenia är en fjärilsart som beskrevs av Moore 1872. Limenitis austenia ingår i släktet Limenitis och familjen praktfjärilar. Inga underarter finns listade i Catalogue of Life.